# Счастливого дня смерти (франшиза)
«Счастливого дня смерти» (англ. Happy Death Day) — американская серия фильмов ужасов в жанре слэшер с элементами чёрной комедии, созданная сценаристом Скоттом Лобделлом.
В центре сюжета находится молодая девушка Триш Гелбман, которая сталкивается с маньяком в жуткой маске младенца, который всюду преследует её и хочет убить. Но неожиданно девушка понимает, что попала в бесконечную временную петлю, и каждый раз, когда она погибает от рук маньяка, она воскресает вновь.
Серия состоит из 2-х фильмов : «Счастливого дня смерти» (2017) и «Счастливого нового дня смерти» (2019). Также, в разработке находится как минимум ещё 2 фильма.

## Фильмы
| Фильм                         | Дата выхода     | Режиссёр         | Сценарист        | Продюсер     |
| ----------------------------- | --------------- | ---------------- | ---------------- | ------------ |
| Счастливого дня смерти        | 13 октября 2017 | Кристофер Лэндон | Скотт Лобделл    | Джейсон Блам |
| Счастливого нового дня смерти | 13 февраля 2019 | Кристофер Лэндон | Кристофер Лэндон | Джейсон Блам |

### «Счастливого дня смерти» (2017)
Каждый в универе мечтал попасть на её день рождения, но праздник был безнадежно испорчен незнакомцем в маске, убившим виновницу торжества. Однако судьба преподнесла имениннице неожиданный подарок — запас жизней. И теперь у девушки появился шанс вычислить своего убийцу, ведь этот день будет повторяться снова и снова.
Критики оценили 1 фильм очень хорошо - на сайте-агрегаторе Rotten Tomatoes он добился 70% одобрения. В прокате картина добилась кассового успеха (при бюджете в 4 мл. $ фильм собрал 125 мл. $).  

### «Счастливого нового дня смерти» (2019)
Триш справилась с маньяком, пытавшимся убить её в её же день рождения, и вырвалась из петли времени. Но это не конец, ведь теперь он охотится за её друзьями. А значит, чтобы победить, девушке снова придется встретиться с ним лицом к лицу и не просто в том же самом дне, но ещё и в параллельной реальности — а всё из-за маленького научного проекта её друга Райана.
Критики оценили 2 часть чуть лучше, чем первую - она добилась 71% одобрения. Несмотря на это, в прокате картина заработала в 2 раза меньше, чем предшественник (при бюджете в 9 мл. $ фильм собрал лишь 64 мл. $). 

## Будущее

### «С днём смерти нас» (TBA)
В феврале 2019 года Кристофер Лэндон сообщил, что планирует завершить трилогию, сообщив, что у него есть идеи насчёт триквела. Но после  кассовых сборов 2 части, которые не оправдали ожидания создателей, разработка 3 части была приостановлена. В феврале 2020 года Лэндон заявил, что разработка 3 фильма всё ещё продолжается. 
В сентябре того же года Лэндон подтвердил, что 3 фильм находится в активной разработке. Также он раскрыл официальное название фильма - «С днём смерти нас». В ноябре было объявлено, что 3 фильм готов и ждёт одобрения от Universal Pictures. После выхода в том же 2020-м году другого фильма Лэндона - «Дичь», он сообщил, что теперь готов полностью погрузиться в работу над 3 фильмом серии. В настоящее время 3 фильм ещё находится в разработке.  

### «Дичь против Счастливого дня смерти» (TBA)
В ноябре 2020 года Лэндон раскрыл, что действия в фильмах «Дичь» и «Счастливого дня смерти» происходят в одной общей вселенной, и что встреча главных героинь 2-х серий - Милли Кесслер (Дичь) и Триш Гелбман (Счастливого дня смерти) является вполне реальной.

## Кассовые Сборы
| Фильм                         | Дата выхода      | Сборы                   | Сборы                    | Сборы                    | Бюджет                  |
| Фильм                         | Дата выхода      | Сев. Америка            | Другие страны            | Все страны               | Бюджет                  |
| ----------------------------- | ---------------- | ----------------------- | ------------------------ | ------------------------ | ----------------------- |
| Счастливого дня смерти        | октябрь 13, 2017 | $55 683 845 мл.         | $69 795 421 мл.          | $125 479 266 мл.         | $4 800 000 мл.          |
| Счастливого нового дня смерти | февраль 13, 2019 | $28 148 130 мл.         | $36 452 022 мл.          | $64 600 152 мл.          | $9 000 000 мл.          |
| Итог                          | Итог             | 83 831 975 долларов США | 106 247 443 долларов США | 190 079 418 долларов США | 13 800 000 долларов США |

## Отзывы
| Фильм                         | Rotten Tomatoes    | КиноПоиск         |
| ----------------------------- | ------------------ | ----------------- |
| Счастливого дня смерти        | 70% (158 рецензий) | 6.6 (74 рецензии) |
| Счастливого нового дня смерти | 71% (213 рецензий) | 6.2 (36 рецензий) |

## Съёмочная группа
| Фильм                         | Композитор    | Оператор    | Монтаж          | Производство          | Дистрибуция        |
| ----------------------------- | ------------- | ----------- | --------------- | --------------------- | ------------------ |
| Счастливого дня смерти        | Беар Маккрири | Тоби Оливер | Грегори Плоткин | Blumhouse Productions | Universal Pictures |
| Счастливого нового дня смерти | Беар Маккрири | Тоби Оливер | Бен Баудуин     | Blumhouse Productions | Universal Pictures |